# Burlo-Vardingholter Venn und Entenschlatt

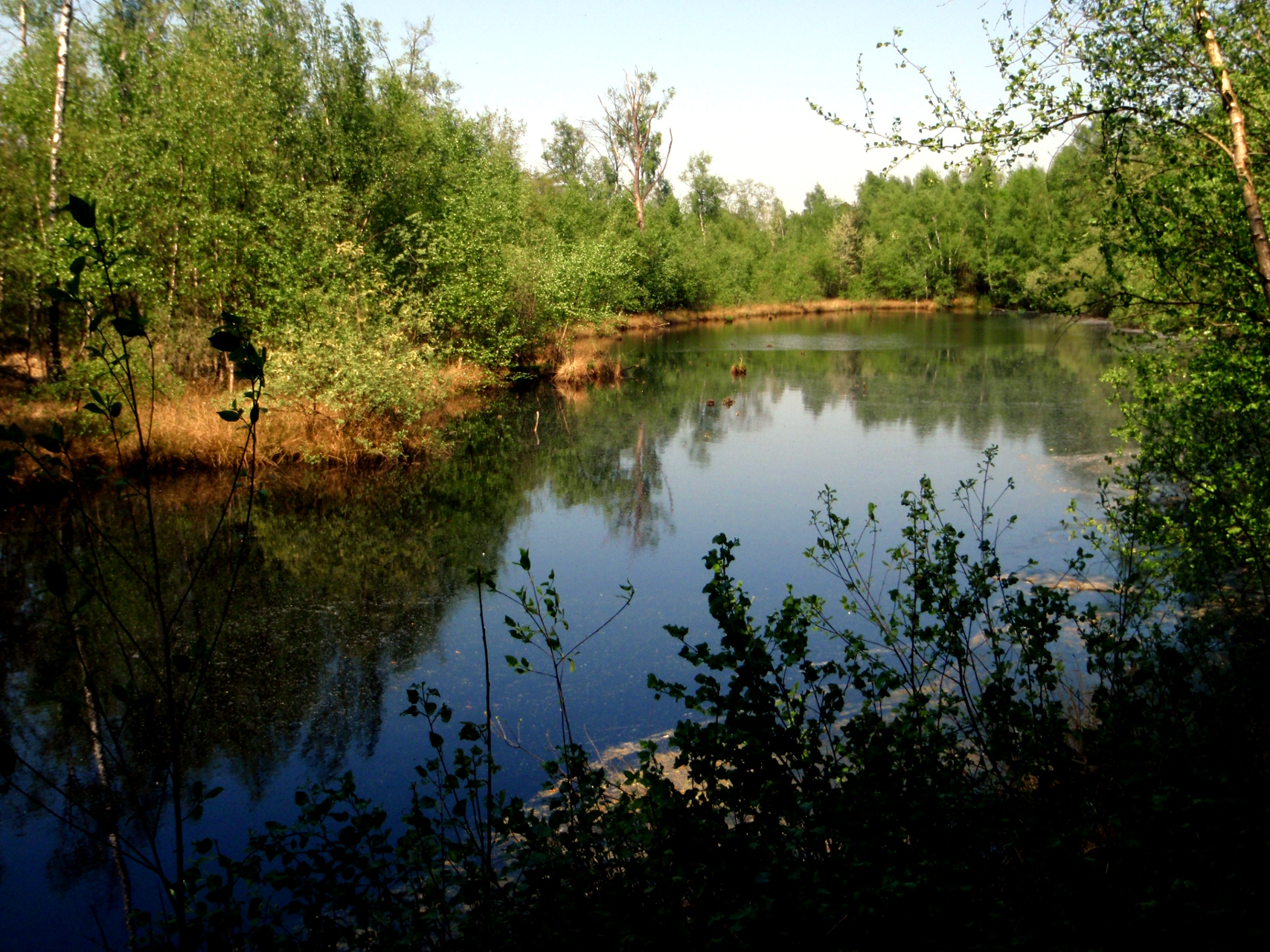
Im Burlo-Vardingholter Venn.

Das Burlo-Vardingholter Venn und Entenschlatt ist ein 148 ha großes Naturschutz- und ein ca. 100 ha großes FFH-Gebiet auf den Gebieten der Städte Borken und Rhede im Kreis Borken (Nordrhein-Westfalen). Es trägt die Kennung BOR-001 bzw. 4006-301.

## Allgemeines
Das Burlo-Vardingholter Venn ist ein überregional bedeutsamer Hochmoorrest, in dem das Moor in zahlreichen Schlenken und ehemaligen Torfstichen zum Teil großflächig regeneriert. Es beherbergt heute wieder alle für Hochmoore typischen Entwicklungsstadien einschließlich der Übergangsformen zum Niedermoor und zählt damit zu den bedeutendsten Mooren des Westmünsterlandes. Es liegt unmittelbar an der Staatsgrenze zu den Niederlanden und ist damit Teil des ehemaligen Moorgürtels, der vom Niederrhein bis ins Emsland eine natürliche Grenze zwischen beiden Staaten und Sprachgebieten bildete. Seinen Namen erhielt es von den benachbarten Ortschaften Burlo und Vardingholt. Nach dem benachbarten Burloer Kloster Mariengarden wird es auch als Klostervenn bezeichnet. Auf gelderländischer Seite setzt sich das Naturschutzgebiet mit dem 67 ha großen Wooldse Veen ohne Unterbrechung fort.
Nach der 1765 im Kloster Mariengarden geschlossenen Burloer Konvention, die den Grenzverlauf verbindlich regelte, wurden im Venn Grenzsteine errichtet, die heute noch großteils vorhanden, aber im Naturschutzgebiet aufgrund der Wiedervernässungsmaßnahmen vielfach kaum noch zugänglich sind. Diese „Fürstensteine“ aus Bentheimer Sandstein tragen auf münsterländischer Seite das fürstbischöfliche Wappen und auf niederländischer Seite das geldersche Löwenwappen sowie die Jahreszahl 1766. Sie wurden Mitte des neunzehnten Jahrhunderts durch „Reichssteine“ ergänzt, bei denen es sich um schlichte obeliskförmige Steine handelt, die lediglich mit einer Nummer versehen sind.

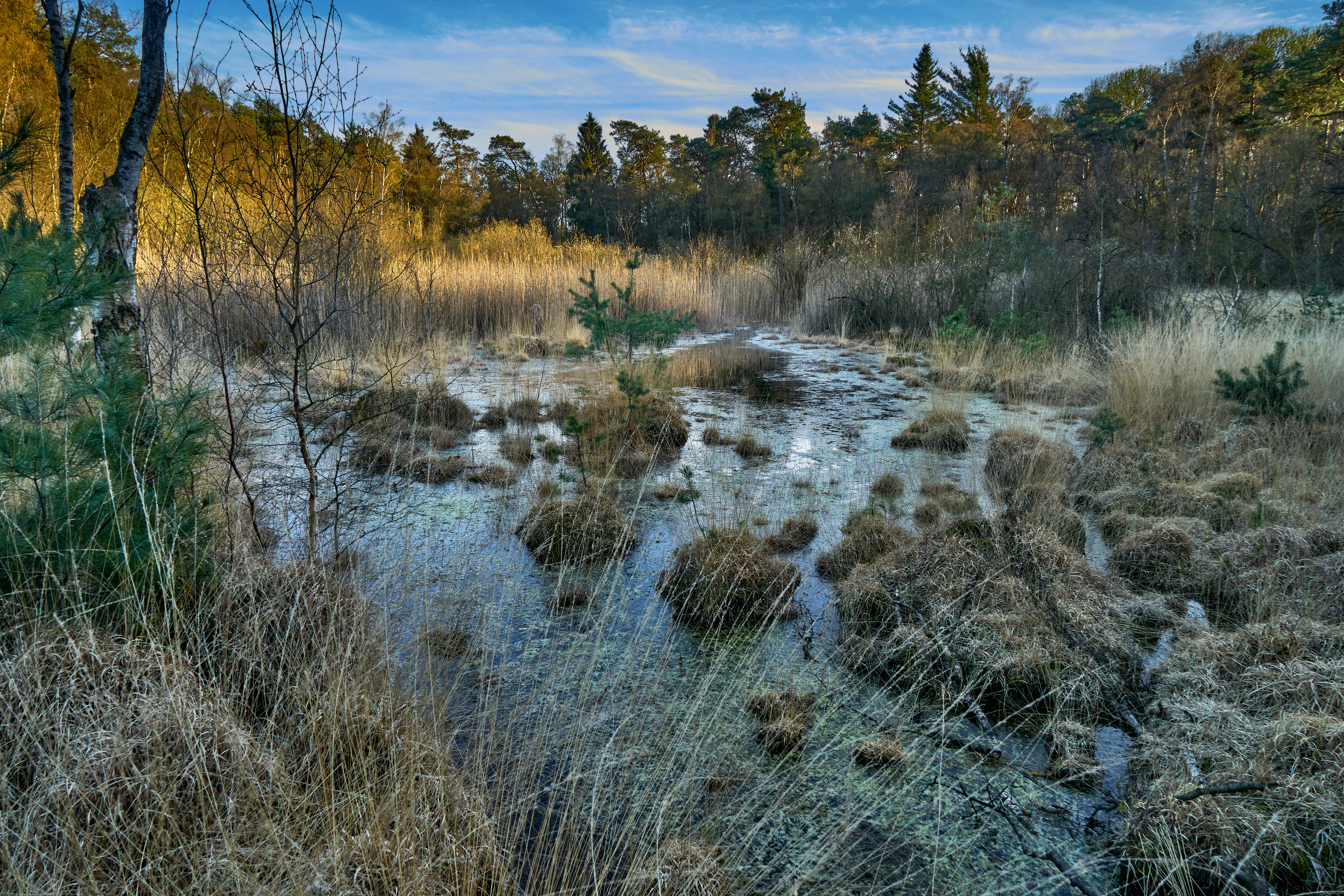
Heideweiher Entenschlatt

Bereits 1937 wurden 77,1 ha des Burlo-Vardingholter Venns zum Naturschutzgebiet erklärt. 2001 wurde das Schutzgebiet mit dem Inkrafttreten des Landschaftsplans Borken-Nord auf seine heutige Größe erweitert, wobei die Erweiterungsflächen als Entwicklungs- und Pufferzonen rund um die Kernzone des früheren Schutzgebietes verstanden werden. Das bis dahin eigens unter Schutz stehende Entenschlatt, ein verlandender, von Bruchwald umstandener flacher Heideweiher, wurde bei der Erweiterung in die Gesamtfläche einbezogen.
Die wenigen Wege in der Kernzone des deutschen Schutzgebietes dürfen in der Hauptbrutzeit vom 15. März bis 15. Juni nicht betreten werden. Besucher können auf der niederländischen Seite über einen durch das Wooldse Veen führenden Bohlenweg, der zu einer unmittelbar an der Staatsgrenze gelegenen Aussichtsplattform führt, in den Kernbereich des Moores gelangen.
Im Zuge der Erweiterung des Naturschutzgebietes wurden auch extensiv genutztes Grünland und Feuchtwiesen in die Fläche einbezogen, so im Nordwesten an der Grenze zu den Niederlanden, im Zentralbereich am Pastors Diek und südlich der so genannten Hohnerbooms Kuhle. Hier befinden sich einige Blänken für Wat- und Wiesenvögel.
Zwei zusammen rund 100 ha große Teilflächen des Burlo-Vardingholter Venns sind als Schutzgebiet im Sinne der FFH-Richtlinie (Natura 2000-Nr. DE-4006-301) ausgewiesen.
Naturräumlich gehören Burlo-Vardingholter Venn und Entenschlatt nicht mehr zur Westfälischen Bucht, sondern werden den Niederrheinischen Sandplatten (Niederrheinisches Tiefland) zugerechnet. Es wird angenommen, dass das Venn vor rund 4500 Jahren entstanden ist.

## Flora

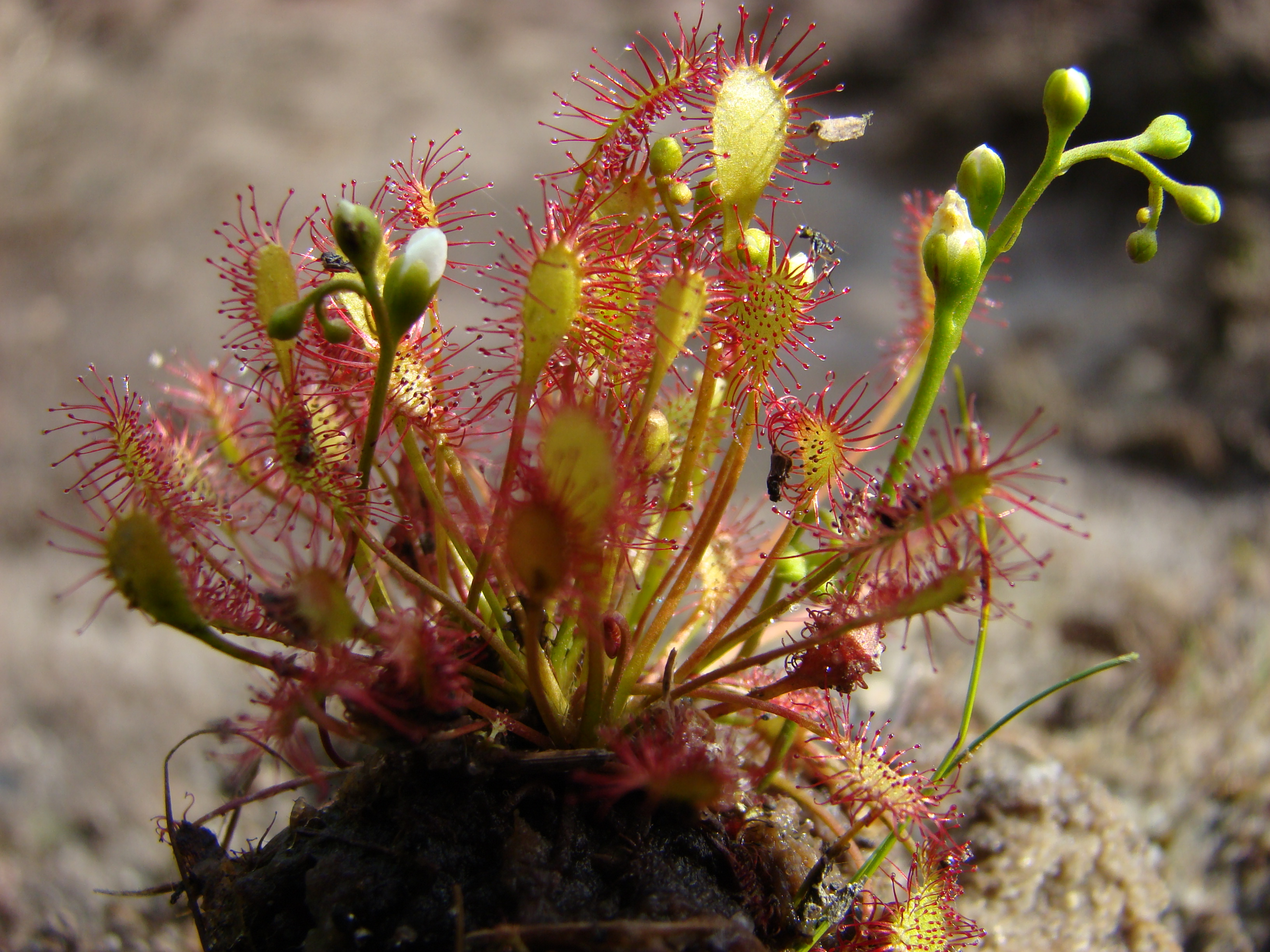
Mittlerer Sonnentau

Im knapp 17 ha umfassenden renaturierungsfähigen Hochmoorbereich (Lebensraumtyp 7120, vgl. Liste der FFH-Lebensraumtypen) des Burlo-Vardingholter Venns findet man Bult-Schlenken-Komplexe und eine reichhaltige hochmoortypische Vegetation mit Torfmoosen, Woll- und Pfeifengras, Sonnentau, Moosbeere und Heidekrautgewächsen. Zusammen mit den Übergangs- und Schwingrasenmooren (LRT 7140) rund um den Heideweiher des Entenschlatts sind fast 21 ha des Naturschutzgebietes Moorgebiet. Im Entenschlatt zeigen Schilfgürtel und Weidenaufwuchs Störungen (Eutrophierung) an. Den größten Teil des Gebietes – knapp 45 ha – nehmen Bruch- und Sumpfwälder ein vorwiegend Birken- und Erlenbruchwald. Darüber hinaus sind im kleineren Umfang Feuchtheiden (4010) von besonderer Bedeutung. Feuchtwiesen und Grünland nehmen eine Fläche von rund 20 ha ein. Der Rest verteilt sich in erster Linie auf Laub-, Misch- und Nadelwälder.

## Fauna

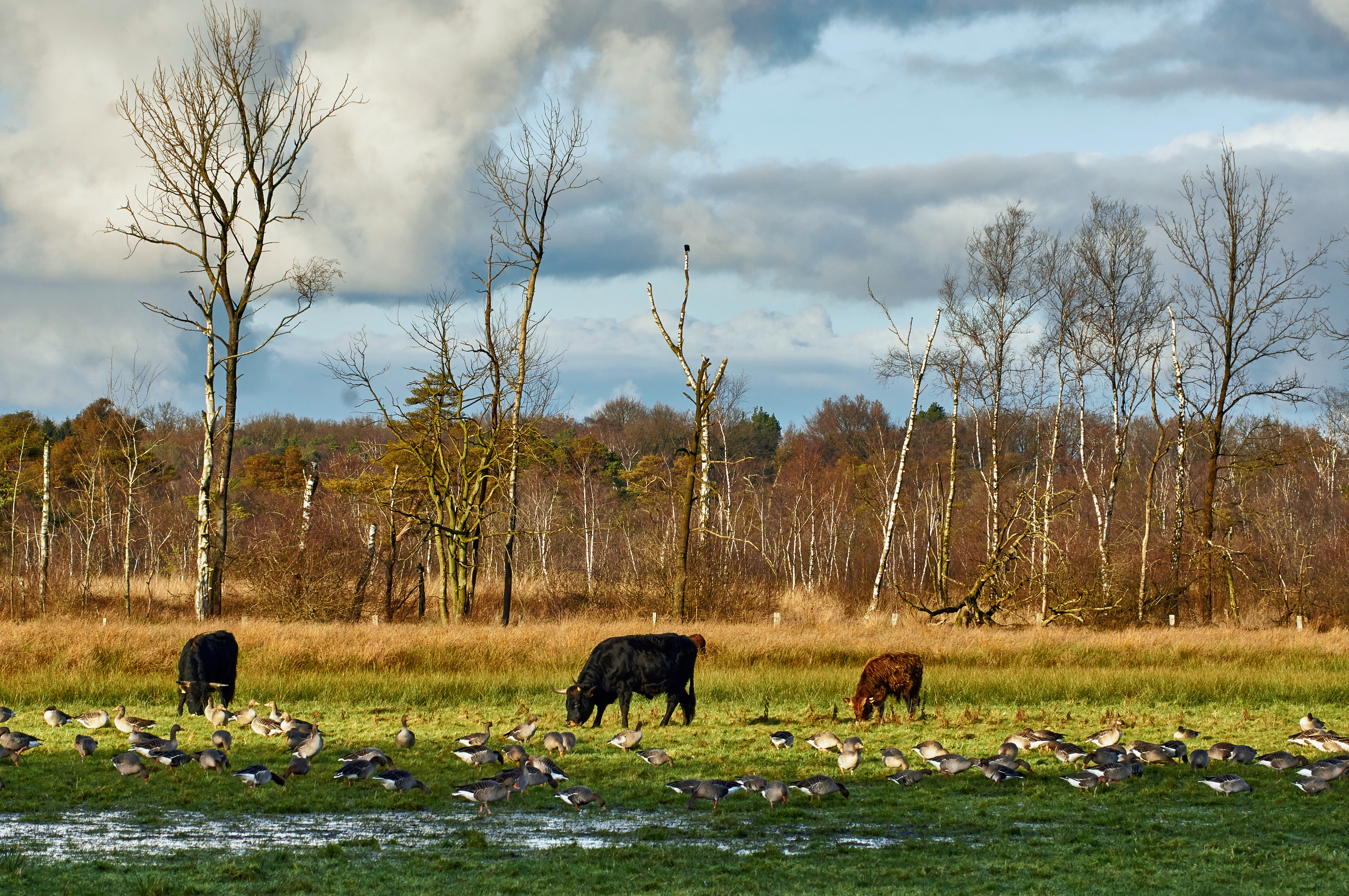
Feuchtwiesen am Pastors Diek bei Burlo

Das Burlo-Vardingholter Venn ist ein Rückzugsgebiet für etliche Tierarten, die in Nordrhein-Westfalen ansonsten nur noch sporadisch oder gar nicht vorkommen. Wespenbussard, Schwarzspecht, Bruchwasserläufer sind Arten von besonderem Interesse nach der Vogelschutzrichtlinie. Gartenrotschwanz, Grünspecht, Wasserralle, Zwergtaucher und Ziegenmelker sind Bewohner des Gebietes, die ebenfalls auf der Roten Liste stehen. Auch Kleinspecht, Pirol und Krickente sind im Gebiet heimisch. Unter den vielen Libellen ist besonders die in ihrem Bestand stark gefährdete Große Moosjungfer hervorzuheben, die hier eines ihrer letzten Vorkommen im Bundesland Nordrhein-Westfalen hat. Der ebenfalls gefährdete Moorfrosch ist häufig anzutreffen und auch die stark gefährdete Schlingnatter ist nachgewiesen. Aus dem Jahr 1975 ist auch die Sichtung der Kreuzotter belegt.

## Maßnahmen zur Wiedervernässung und Entwicklung des Gebietes
Das in großen Bereichen abgetorfte Moor wurde früher zentral von einem tiefen Entwässerungsgraben durchzogen. Nachdem dieser verrohrt und abgedichtet worden war, starben in seiner Umgebung große Bereiche Birkenbruchwalds infolge von Staunässe ab. Danach wurden 1983 zur Wiedervernässung im Süden des Gebietes auf einer Länge von mehr als 2600 m Erdwälle errichtet und Folien bis auf die wasserundurchlässige Grundmoräne in sechs Meter Tiefe eingezogen.

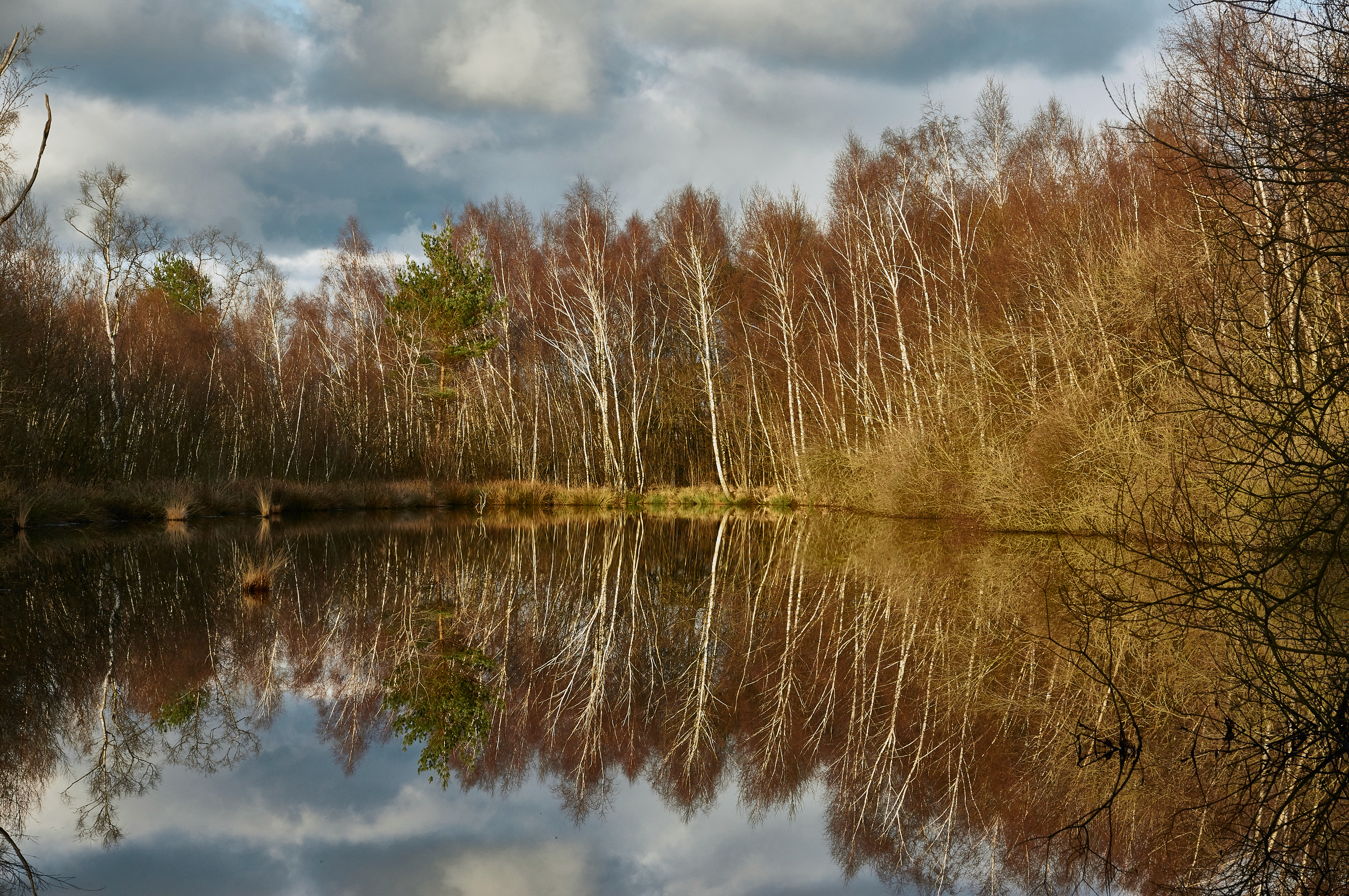
Erfolgreiche Wiedervernässung

Der Landschaftsplan Borken-Nord aus dem Jahr 2001 verfolgt u. a. das Ziel, in der Kernzone die hochmoortypischen Lebensgemeinschaften wiederherzustellen bzw. zu erhalten und gefährdete Biotope, Arten und Lebensgemeinschaften unter besonderer Berücksichtigung der sog. Lebensräume und Arten von gemeinschaftlichem Interesse gemäß der FFH-Richtlinie zu sichern. In der Erweiterungszone stehen Maßnahmen zur Wiedervernässung und Extensivierung der land- und forstwirtschaftlich genutzten Flächen im Mittelpunkt. Die Bedingungen für Moore und Röhrichte sollen verbessert werden.
Nahe beim Entenschlatt wurden 2009 mit Fördermitteln der EU zwei Kleingewässer angelegt sowie eine Beobachtungskanzel und eine Informationstafel aufgestellt. Zwei weitere Informationstafeln befinden sich auf der Südseite des Venns (Zugang zum Damm) und auf niederländischer Seite am Zugang zum Wooldse Veen.
Insgesamt gelten die Maßnahmen zur Sicherung und langfristigem Erhalt des Venns als abgeschlossen.
Pflegemaßnahmen werden seit Jahren vom NABU-Kreisverband Borken ausgeführt. Besondere Verdienste um den Erhalt und die wissenschaftliche Erforschung des Gebietes hat sich der 2004 verstorbene Pater, Lehrer und Entomologe Sigbert Wagener aus Bocholt erworben.